# Mapusa
Mapusa ist eine Stadt im indischen Bundesstaat Goa.
Die Stadt ist der Teil des Distrikt North Goa. Mapusa ist Hauptstadt des Talukas Bardez. Die Stadt ist in 15 Wards gegliedert.

## Demografie
Die Einwohnerzahl der Stadt liegt laut der Volkszählung von 2011 bei 39.989. Mapusa hat ein Geschlechterverhältnis von 968 Frauen pro 1000 Männer und damit einen für Indien üblichen Männerüberschuss. Die Alphabetisierungsrate lag bei 92,1 % im Jahr 2011. Knapp 69 % der Bevölkerung sind Hindus, ca. 17 % sind Christen ca. 14 % sind Muslime und weniger als 1 % gehören einer anderen oder keiner Religion an. 8,9 % der Bevölkerung sind Kinder unter 6 Jahren.

## Wirtschaft
Mapusa liegt in der Nähe eines der wichtigsten Zentren der Tourismusindustrie in Goa. Die Nähe von Mapusa zu vielen Stränden im Norden von Goa macht es zu einer geeigneten Basis während der Touristensaison (November bis April). Da Mapusa eine hauptsächlich kommerzielle Stadt (für Einheimische) mit einer großen Wohnbevölkerung ist, verfügt Mapusa aber nur über eine begrenzte Anzahl von Hotels und Unterkünften. Von wirtschaftlicher Bedeutung ist außerdem seine traditioneller Markt.

## Sehenswürdigkeit
Mapusa hat nicht viele eigene Sehenswürdigkeiten. Es gibt ein paar städtische Gebäude aus der Kolonialzeit auf dem Altinho-Hügel. Dazu gibt es mehrere Tempel und Kirchen. Die Kirche Our Lady of Miracles wurde 1594 erbaut und seitdem mehrmals umgebaut.

## Galerie

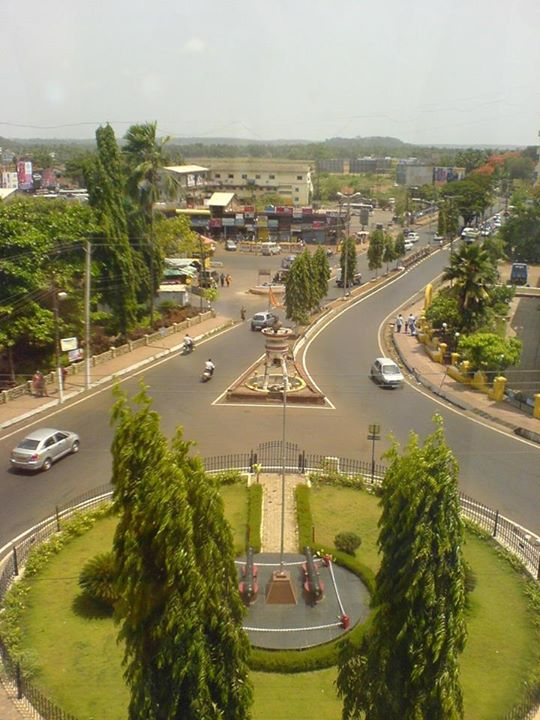
Verkehr
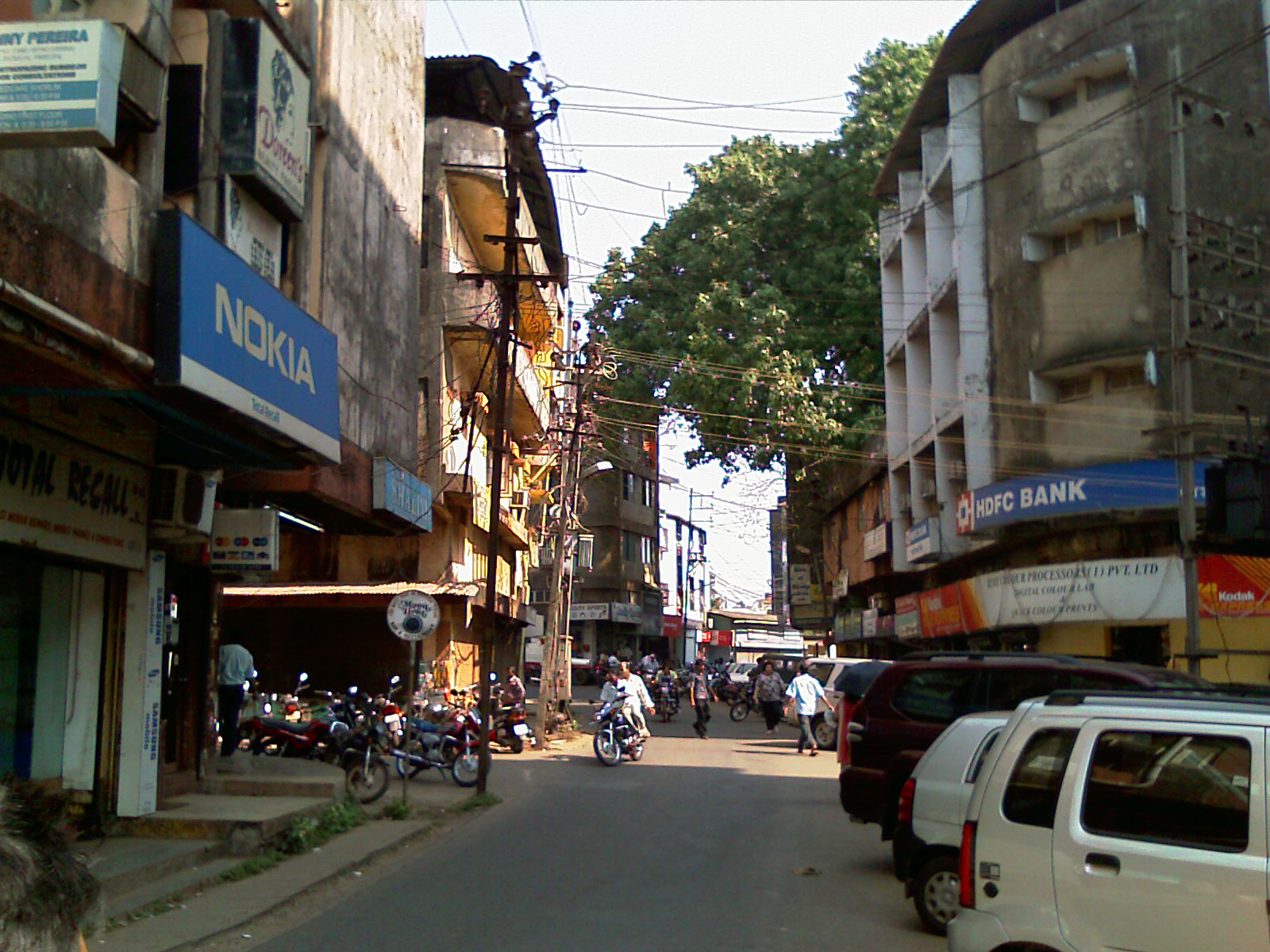
Straßenszene
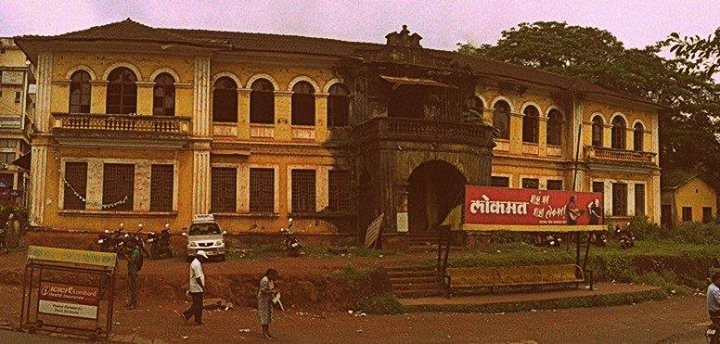
Kolonialgebäude
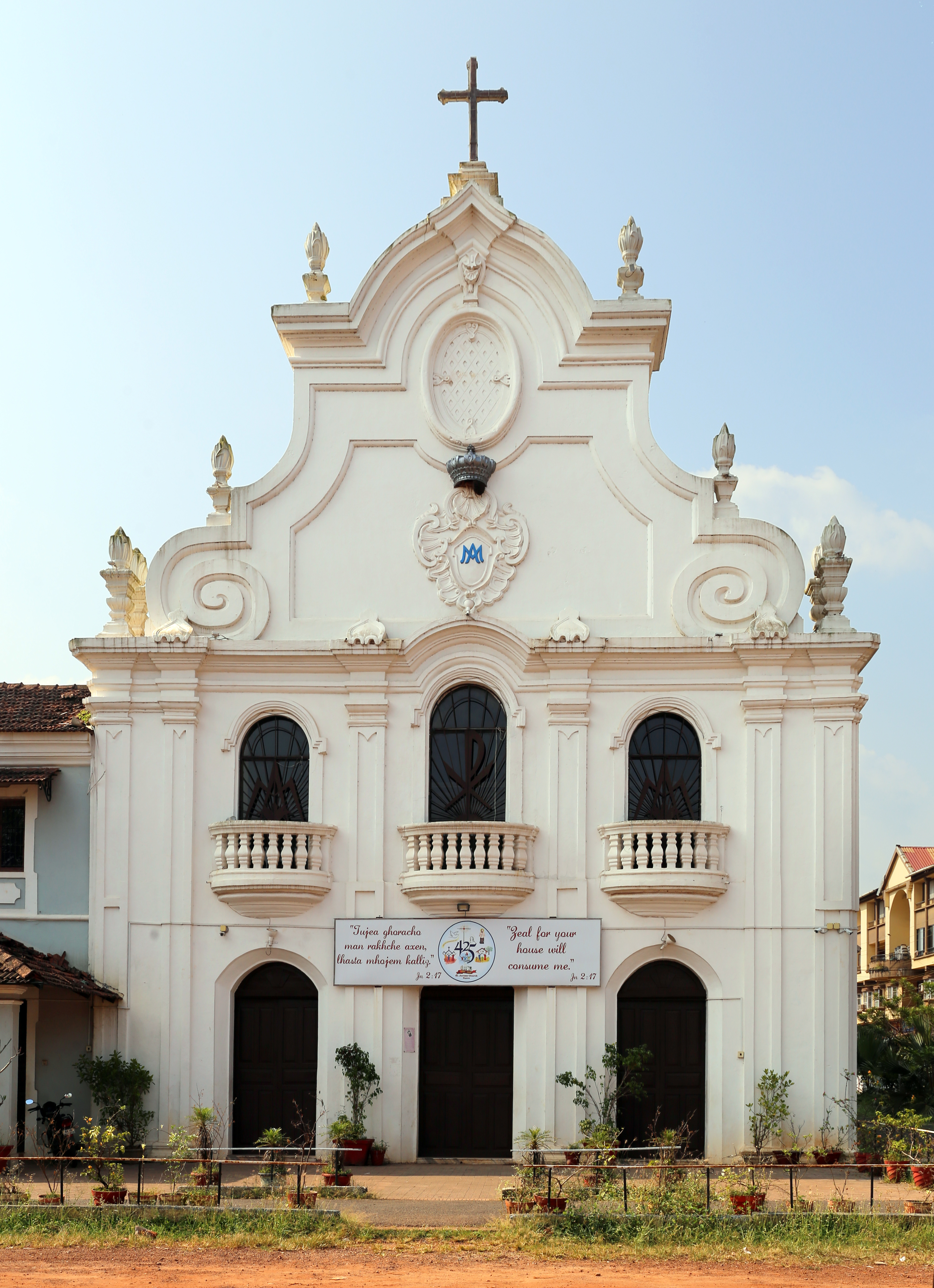
Kirche
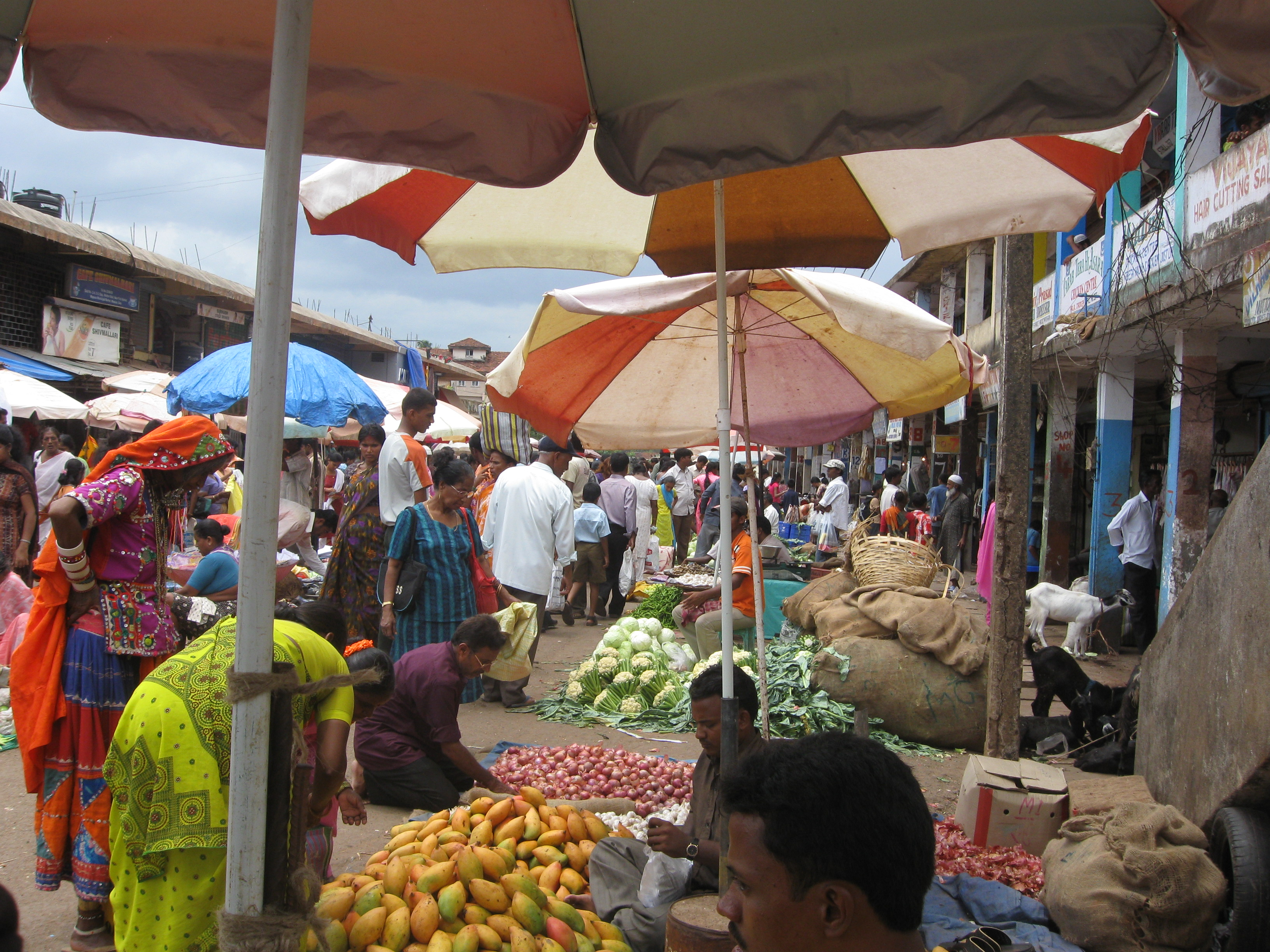
Markt